# Skin Yard
Gli Skin Yard sono stati un gruppo musicale di Seattle, progenitori del movimento grunge, attivi dal 1985 al 1992.

## Storia degli Skin Yard

### I primi anni
La band viene formata nel gennaio 1985 da Daniel House e Jack Endino, ai quali si uniscono presto Ben McMillan e Matt Cameron. Nel 1986, gli Skin Yard contribuiscono con due canzoni alla leggendaria compilation Deep Six. Questo disco, insieme alle prime registrazioni di gruppi come Melvins, Soundgarden, Malfunkshun e Skin Yard, è stato la prima raccolta del nuovo sound grunge.
Lo stesso anno gli Skin Yard realizzano il loro omonimo primo album e il loro singolo di debutto Bleed.
A breve dopo queste produzioni il batterista Matt Cameron lasciò la band per unirsi ai Soundgarden, dopo di che si susseguirono diversi batteristi nella formazione. Cameron fu inizialmente sostituito da Steve Wied, poi da Greg Gilmore, ma entrambi durarono per pochi concerti. Anche Jason Finn si unì per breve tempo, ma dopo 8 mesi se ne andò per motivi personali. Scott McCullum andò a riempire il vuoto lasciato sul seggiolino della batteria nel maggio 1987.
Nel frattempo il gruppo registra e produce il secondo album, Hallowed Ground (1988).

### Anni novanta e scioglimento
Dopo un momentaneo scioglimento di 14 mesi gli Skin Yard tornano nel 1990 con il loro terzo album Fist Sized Chunks insieme al loro nuovo batterista Barrett Martin.
Nel 1991 mentre il grunge iniziava a spopolare nel grande pubblico, il gruppo realizza il quarto album, 1000 Smiling Knuckles. Lo stesso anno il bassista Daniel House lascia i compagni per dedicarsi di più alla famiglia. Viene rimpiazzato da Pat Pedersen che rimane con la band per registrare l'album Inside the Eye, da cui viene estratto il singolo Undertow.
Dopo che le registrazioni dell'album furono completate Jack Endino e i suoi compagni decidono di sciogliere gli Skin Yard poco prima che il disco venga pubblicato.

## Formazione
Ultima formazione
- Ben McMillan - voce (1985–1992)
- Jack Endino - chitarra (1985–1992)
- Pat Pedersen - basso (1991–1992)
- Barrett Martin - batteria (1990–1992)

Ex membri
- Daniel House - basso (1985–1991)
- Matt Cameron - batteria (1985–1986)
- Steve Wied - batteria (1986)
- Greg Gilmore - batteria (1986)
- Jason Finn - batteria (1986–1987)
- Scott McCullum - batteria (1987–1989)

## Discografia

### Album
- 1986 - Skin Yard
- 1988 - Hallowed Ground
- 1990 - Fist Sized Chunks
- 1991 - 1000 Smiling Knuckles
- 1993 - Inside The Eye

### Greatest hits
- 2001 - Start At The Top

### Live
- 2003 - The Perfect Lawn (Live 1991-1985)